# 蒋栋荣
蒋栋荣（1945年9月—），男，江苏青浦人，中国射电天文学家，全国五一劳动奖章获得者，曾任中国科学院上海天文台研究员。